# Touria Kandouci
Touria Kandouci, née le 20 avril 1978, est une haltérophile algérienne.

## Carrière
Touria Kandouci est médaillée d'argent à l'arraché, à l'épaulé-jeté et au total dans la catégorie des plus de 75 kg aux Championnats d'Afrique 2010 à Yaoundé ainsi qu'aux Jeux panarabes de 2011 à Doha.